# Kálmán Kovács
Pour les articles homonymes, voir Kovacs.
Dans le nom hongrois Kovács Kálmán, le nom de famille précède le prénom, mais cet article utilise l’ordre habituel en français Kálmán Kovács, où le prénom précède le nom.
Kálmán Kovács, né le 11 septembre 1965 à Budapest, est un footballeur international hongrois.

## Biographie
Attaquant du Budapest Honvéd, il joue notamment en France et en Belgique. 
Il passe par Valenciennes et surtout l'AJ Auxerre où il finit deux fois dauphin de Jean-Pierre Papin au classement des meilleurs buteurs en inscrivant 34 buts en deux saisons. 
Il joue également au Royal Antwerp FC.
Il compte 56 sélections et 19 buts avec l'équipe de Hongrie entre 1982 et 1995.

## Clubs successifs
- 1983-1989 : Budapest Honvéd  Hongrie
- 1989-1991 : AJ Auxerre  France
- 1992 : Kispest Honvéd  Hongrie
- 1992-1993 : US Valenciennes-Anzin  France
- 1993-1994 : Royal Antwerp FC  Belgique
- 1994-1995 : Kispest Honvéd  Hongrie
- 1995-1996 : APOEL Nicosie  Chypre
- 1996-1997 : SR Delémont  Suisse
- 1997-1998 : Kispest Honvéd  Hongrie[3]

## Palmarès

### En club
- Champion de Hongrie en 1984, 1985, 1986, 1988 et 1989 avec le Budapest Honvéd
- Champion de Chypre en 1996 avec l'APOEL Nicosie
- Vainqueur de la Coupe de Hongrie en 1985 et en 1989 avec le Budapest Honvéd
- Vainqueur de la Coupe de Chypre en 1996 avec l'APOEL Nicosie
- Vainqueur de la Supercoupe de Chypre en 1996 avec l'APOEL Nicosie

### Distinction individuelle
- Meilleur buteur de la Coupe de l'UEFA en 1988 (6 buts)